# Théâtre national de Strasbourg
Ne doit pas être confondu avec TJP Centre dramatique national de Strasbourg Grand Est.
Le théâtre national de Strasbourg (TNS) a été créé en octobre 1968 à Strasbourg, sous l'impulsion d'Hubert Gignoux et André Malraux. Succédant au centre dramatique de l'Est, il est le seul théâtre national à se situer en dehors de Paris. Il abrite en son sein l’École supérieure d'art dramatique. Il est situé 1, avenue de la Marseillaise. Le TNS occupe la partie avant de l’ancien Palais de la diète d'Alsace-Lorraine dont la façade donne sur la place de la République. Comme les cinq autres théâtres nationaux, il a le statut juridique d'un établissement public à caractère industriel et commercial.

## Historique

### Du Centre dramatique de l'Est à Colmar au Théâtre national de Strasbourg

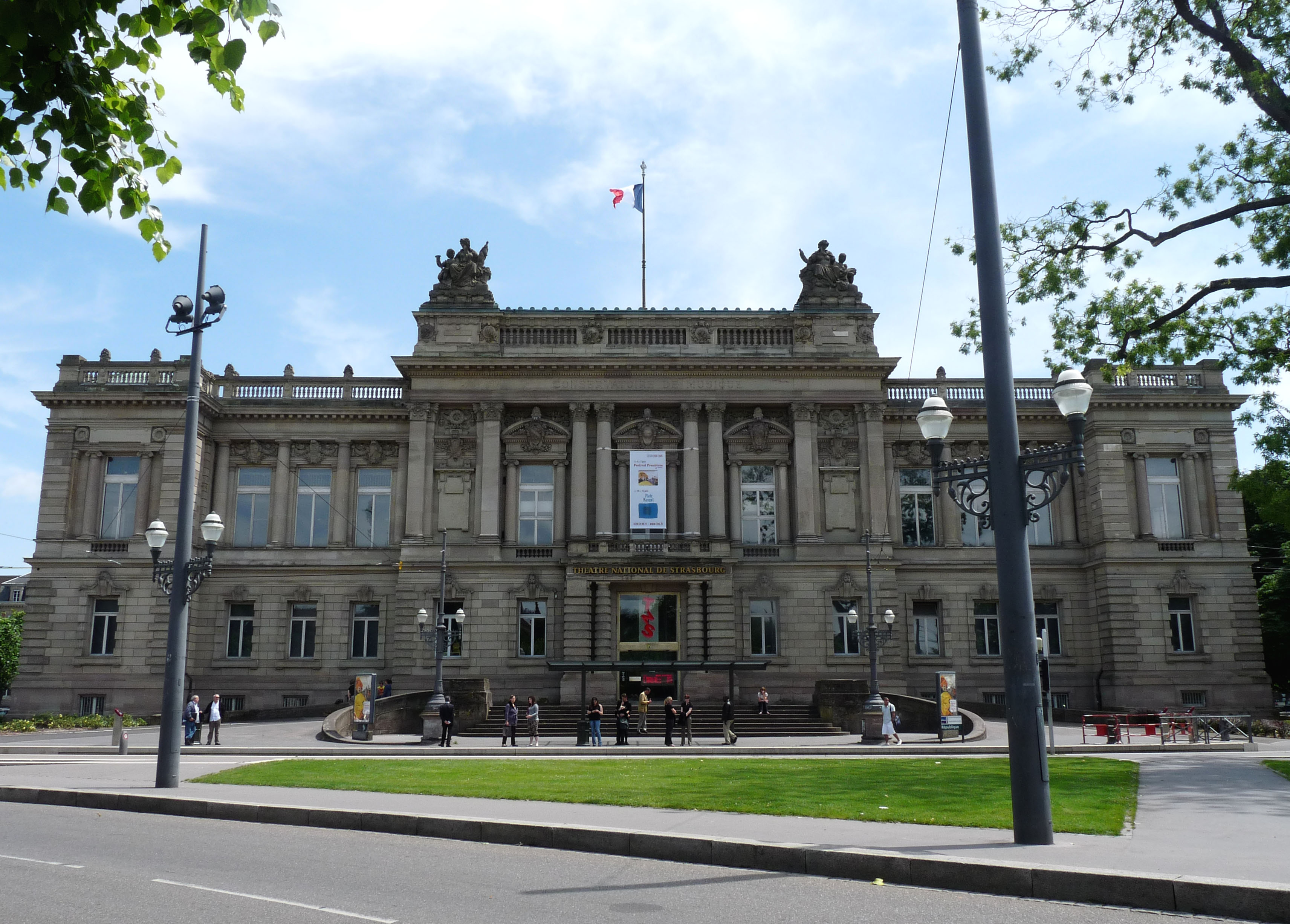
Vue de la façade.

Sous l’impulsion de Jeanne Laurent et des élus locaux, le premier centre dramatique national est créé en 1946, à Colmar. Sa direction est confiée à Roland Piétri pendant une saison. En juillet 1947, il revient à Paris, à la Comédie des Champs-Élysées où il mettra en scène beaucoup de pièces de Jean Anouilh. 
Jeanne Laurent nommera à sa suite, toujours à Colmar, André Clavé en 1947 (prise de fonction en juillet, première pièce l'Arlésienne d'Alphonse Daudet sur une musique de Georges Bizet en septembre). Créateur de la compagnie Les Comédiens de la Roulotte en 1936, puis résistant et déporté, il a repris au début de 1946, à la demande de Jeanne Laurent, La Roulotte avec laquelle il fait des tournées de préfiguration en Alsace (Haut-Rhin, Bas-Rhin, Moselle). Un premier contrat est signé avec le syndicat intercommunal pour une durée de 3 ans, le 4 mai 1947. Clavé confiera à Hélène Gerber - ancienne élève de Charles Dullin, amie de Jean Vilar, ancienne comédienne de la Roulotte et mère du comédien Michel Aumont - de s’occuper de la formation des apprentis comédiens dès 1947. André Clavé restera jusqu'au 31 décembre 1953. 

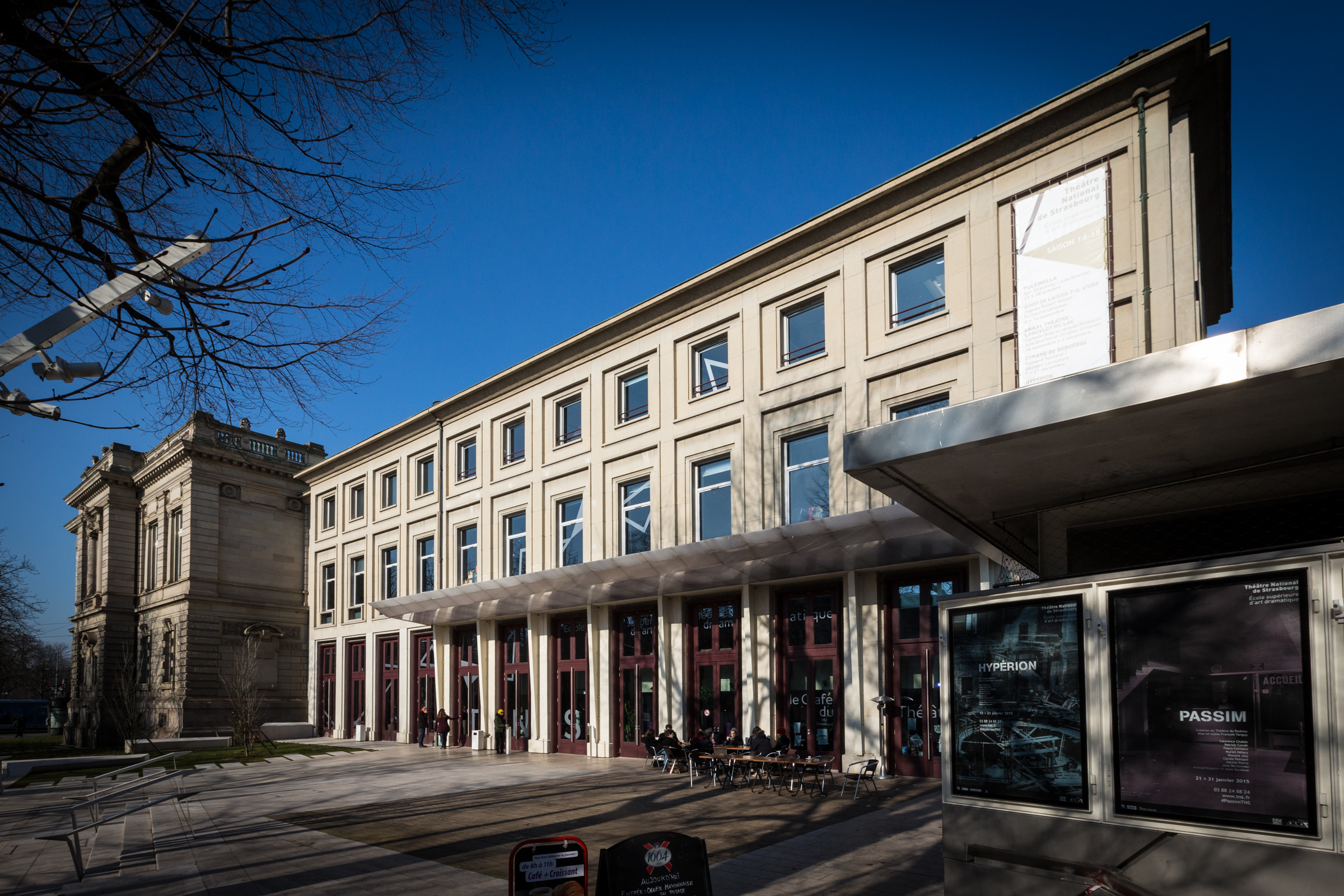
Le TNS, avenue de la Marseillaise à Strasbourg

En 1952, l’État et la municipalité de Strasbourg décident la reconstruction du bâtiment du conservatoire de Strasbourg, et de le dédier en partie au Centre dramatique de l’Est (CDE). Sous la direction de Michel Saint-Denis (nommé le 15 août 1952, il prend ses fonctions le 1er janvier 1953), on conçoit le nouveau bâtiment sous l'influence du Théâtre du Vieux-Colombier et du Old Vic Theatre de Londres. Le théâtre avec une salle de plan circulaire dessiné par Pierre Sonrel, est inscrit à l’inventaire des Monuments historiques par arrêté du 2 juillet 1992.
À partir de 1954, le centre dramatique et l’École supérieure d'art dramatique de Strasbourg  s’y installent. Avec l'inauguration de la salle du théâtre de la Comédie en 1957, la Comédie de l’Est devient le premier Centre dramatique national à disposer d'un lieu en propre.
Il devient, par l'intervention d'André Malraux, théâtre national en 1968, entièrement financé par l'État. En 1995, le conservatoire est transféré provisoirement rue du Hohwald dans les bâtiments de l’ancienne Laiterie Centrale de Strasbourg avant son installation dans un nouveau bâtiment à la Cité de la musique et de la danse, au parc de l’Étoile.

### Directeurs de la Comédie de l’Est puis du Théâtre national de Strasbourg
- 1946-1947 : Roland Piétri
- 1947-1952 : André Clavé
- 1953-1957 : Michel Saint-Denis
- 1957-1971 : Hubert Gignoux
- 1971-1972 : Jacques Fornier
- 1972-1974 : André-Louis Perinetti
- 1975-1983 : Jean-Pierre Vincent
- 1983-1990 : Jacques Lassalle
- 1990-1993 : Jean-Marie Villégier
- 1993-2000 : Jean-Louis Martinelli
- 2000-2008 : Stéphane Braunschweig
- 2008-2014 : Julie Brochen
- 2014-2022 : Stanislas Nordey
- À partir de 2023 : Caroline Guiela Nguyen[5]

## Lieux de représentation

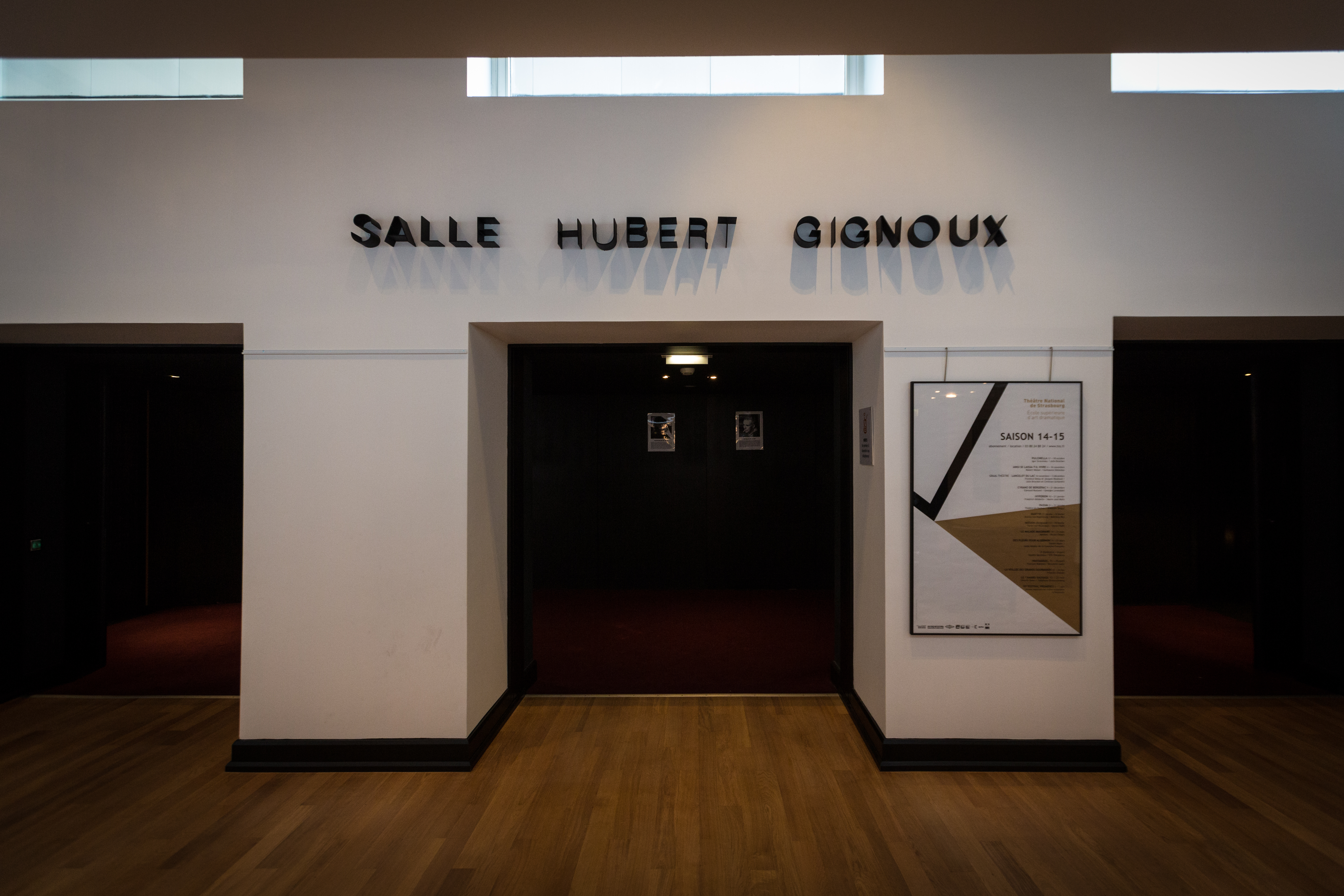
Entrée de la salle Hubert Gignoux.

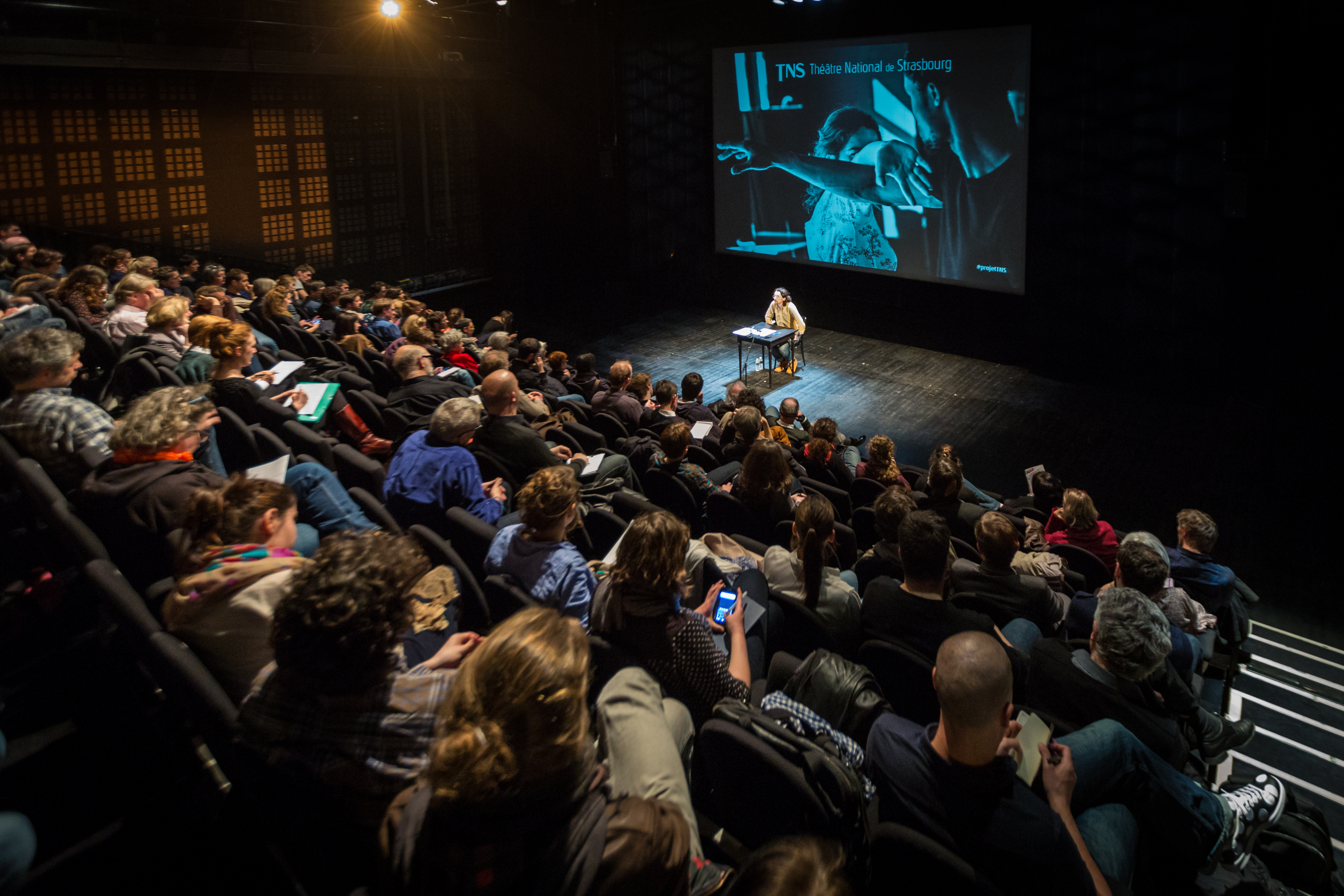
La salle Hubert Gignoux.

Le TNS dispose de quatre lieux de représentation, dont deux sur le site de l'avenue de la Marseillaise :
- La salle Bernard-Marie Koltès (470 ou 600 places)
- La salle Hubert Gignoux (salle modulable de 200 places)

Et deux autres dans l’Espace Klaus Michael Grüber, situé au 18, rue Jacques-Kablé :
- Le Studio (120 places environ)
- Le Hall (250 places environ selon dispositif).

L’institution dispose également d’un centre de documentation regroupant les archives du théâtre depuis 1947, ainsi qu’un fonds documentaire concernant les Arts du spectacles consultables sur place et ouvert au public.

## Fonctionnement
Le bâtiment de l’avenue de la Marseillaise, entièrement rénové, est inauguré le 18 octobre 1997. Outre les salles de spectacle, il abrite également des salles de répétition, des ateliers de construction de décors et de costumes et les services administratifs.
Le TNS dispose d’un effectif permanent d’une centaine de salariés techniques et administratifs, placés sous la direction de Stanislas Nordey. Il présente annuellement une quinzaine de spectacles par saison dont cinq à six créations ou coproductions, issus du répertoire européen contemporain.
En fin de saison, le Festival Premières renforce l’offre théâtrale avec l’accueil d’une dizaine de spectacles de jeunes metteurs en scène européens.

Les espaces d’accueil du TNS
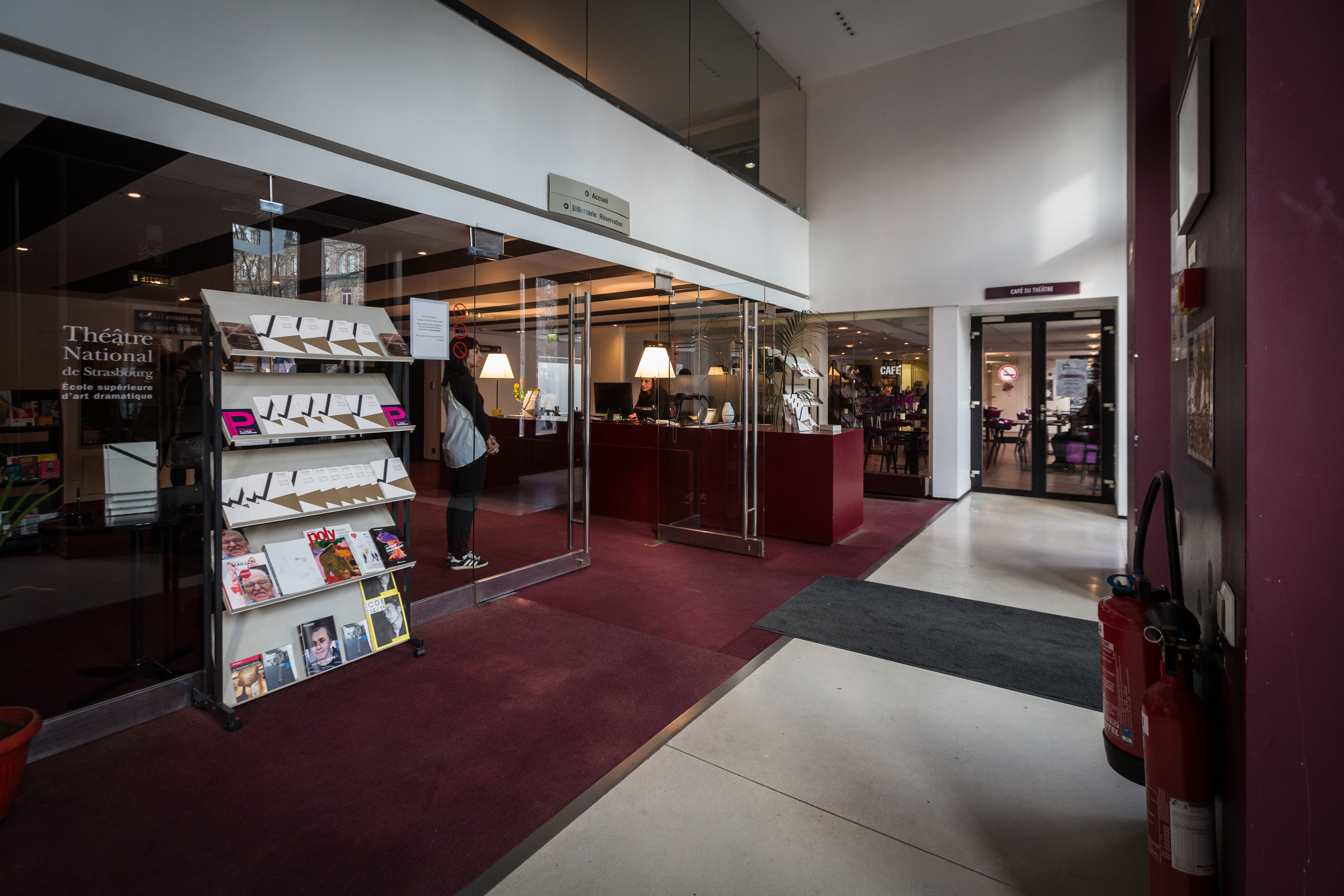
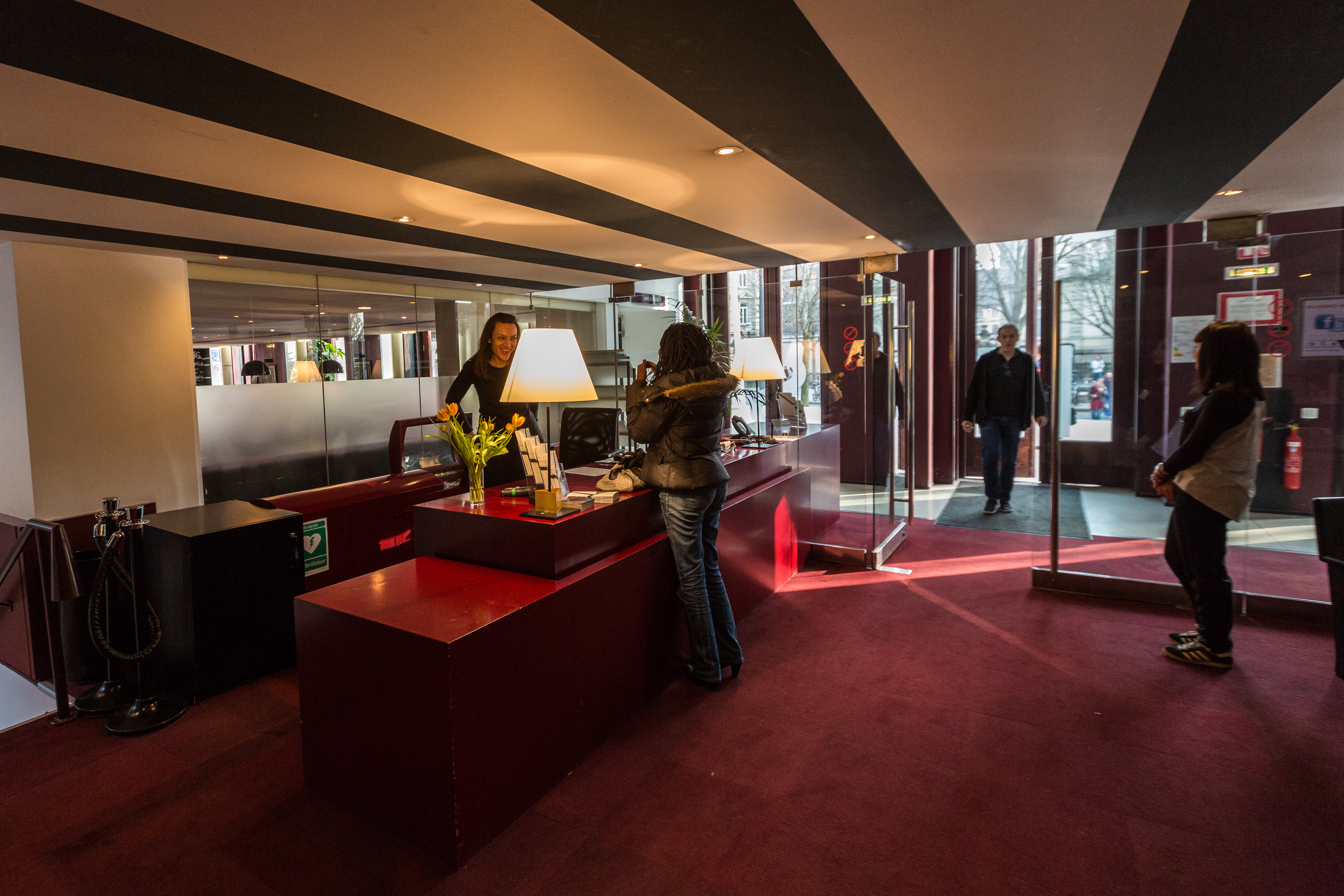
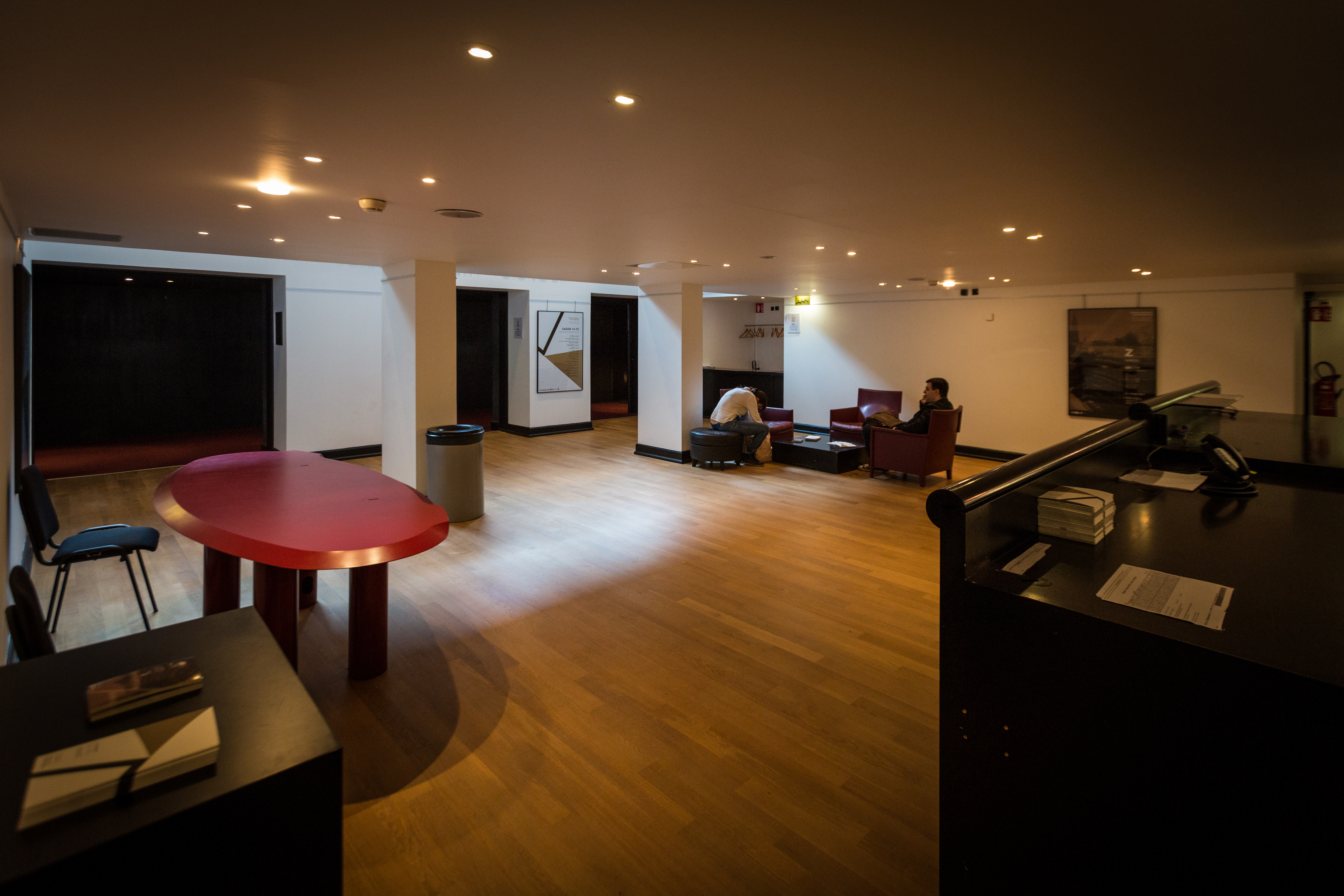

## Accès
Le site est desservi par les lignes B, C, E et  F du tramway de Strasbourg, arrêt République.